# 格魯吉亞科技大學
格鲁吉亚工业大学，格鲁吉亚首都第比利斯的一所大学。格鲁吉亚工业大学为格鲁吉亚规模最大的理工大学。

## 院系设置
- 土木工程学院
  - 机械工程系
  - 土木与工业工程系
  - 水利工程系
- 能源工程与电信学院
  - 电信系
  - 热能与水电系
  - 电力工程系
- 矿业与地质学院
- 化工与冶金学院
- 建筑与城市规划学院
- 信息与控制系统学院
- 交通与机械制造学院
- 人文与社会科学学院